# 里奥杜坎普
里奥杜坎普是巴西圣卡塔琳娜州的一个市镇。总面积496.91平方公里，总人口6043人，人口密度12.2人/平方公里。